# Wilhelm Willi Braun
Wilhelm Willi Braun (21 de julho de 1920 — 16 de fevereiro de 1994) foi um oficial alemão que serviu durante a Segunda Guerra Mundial. Foi condecorado com a Cruz de Cavaleiro da Cruz de Ferro.

## Carreira

### Patentes
Fahnenjunker-Feldwebel

### Condecorações
| Cruz de Ferro 2ª Classe                               |
| Cruz de Ferro 1ª Classe                               |
| Cruz de Cavaleiro da Cruz de Ferro 9 de junho de 1944 |